# Washington State Route 20
Pour les articles homonymes, voir Route 20.
La Washington State Route 20, aussi connue en tant que North-Cross Highway, SR 20 ou North Cascades Highway, est une route d'État qui traverse d'ouest en est la partie nord de l'État de Washington.
Elle relie la région de Port Townsend près de l'océan Pacifique à Newport à environ 100 mètres de la frontière avec l'Idaho. D'une longueur dépassant légèrement les 700 km, il s'agit de la plus longue route d'État de Washington. Traversant la chaîne des Cascades, la route est surnommée comme étant «La plus belle route de montagne de l'État de Washington»

## Histoire

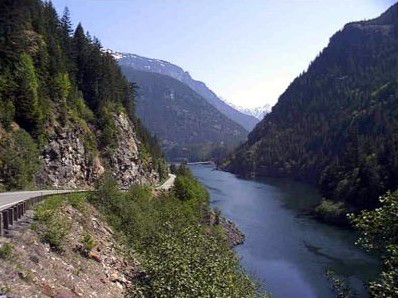
Washington State Route 20.

Le tracé de la route est déjà, il y a 8 000 ans, une voie de passage pour les Amérindiens qui traversent la chaîne des Cascades. La vallée du fleuve Skagit facilite en effet la liaison entre les zones côtières de l'océan Pacifique aux plateaux de l'est de Washington. Après la ruée vers l'or en Californie, des colons arrivent en nombre à la recherche d'or et de fourrures. La région montagneuse est toutefois très difficile d'accès et ce n'est qu'en 1895 qu'une expédition officielle gouvernementale lance une exploration pour trouver un passage pour traverser les montagnes.
En 1896, les officiels décident de construire une route au niveau de la vallée de la Cascade River en passant par le col Cascade Pass. Les travaux débutent mais à la suite d'inondations importantes, la route sera détruite et les travaux seront abandonnés en 1905 faute de moyen. Les officiels décident ensuite de construire une route dans la vallée de Metlow en passant par le col de Hart's Pass. Cette route sera complétée en 1909.
En 1936, la compagnie d'électricité Seattle City Light lance un projet de construction de trois barrages hydroélectriques dans la vallée du fleuve Skagit. Les barrages construits seront à l'origine des lacs Ross, Diablo et Gorge. La construction de ces barrages mais aussi l'exploitation minière et forestière dans la région attirent une population et déclenchent à nouveau l'envie d'une route qui traverse les montagnes dans cette vallée. Cette route doit toutefois pouvoir passer un dénivelé important au niveau des cols Rainy Pass, Washington Pass, ou du Col Loup Loup. En 1953, une association est créée en vue de construire cette route. Un premier tronçon est construit à proximité du lac Diablo en 1959. En 1968, la région proche devient protégée au sein du parc national des North Cascades. Pour attirer des touristes, la nécessité de la route augmente encore bien que les intérêts des exploitations forestières pour la route tombe vu que cette exploitation est interdite dans les parcs nationaux. Ce n'est qu'en 1972 que les derniers tronçons seront finalisés au niveau du Washington Pass.
Chaque année, la route est toutefois fermée en hiver à cause des importantes précipitations neigeuses au niveau du col. L'ouverture de la route varie d'une année à l'autre en fonction des conditions climatiques. En moyenne, elle est ouverte de la fin avril à la fin novembre. La route resta ouverte durant tout l'hiver sec 1976-1977 mais il s'agit de l'unique exception.

## Divers
- En tant que chauffeur de la limousine du gouverneur de Washington Daniel Evans lors de l'ouverture officielle de la route, le tueur en série Ted Bundy est officiellement le premier homme à avoir traversé la chaîne des Cascades au niveau du col Washington[2].

Panorama le long de la route.